# Puente de Abbas Ibn Firnás (Córdoba)
El puente de Abbás Ibn Firnás de Córdoba (España) es un puente en arco que cruza el río Guadalquivir como parte del tramo sur de la Variante Oeste de Córdoba, que une la A-4 y la A-45 con la N-437 (carretera del aeropuerto), y cuya inauguración tuvo lugar el 14 de enero de 2011. El puente tiene una longitud de 365 metros y una anchura de 30,4 metros. Constituye el séptimo puente que atraviesa el río Guadalquivir a su paso por la capital cordobesa.

## Descripción
Debe su nombre al ingeniero Abbás Ibn Firnás, precursor de la aeronáutica, que en el siglo IX se lanzó desde la torre de la Arruzafa con un ingenio alado construido por él para planear sobre Córdoba; por ello, dispone de una escultura en la pila central que simboliza la figura del ingeniero emprendiendo el vuelo ayudado por las alas gigantes, representadas en los arcos.
En su estructura, se han resuelto los vanos de acceso mediante un esquema de viga continua, que consiste en la prolongación del tablero de los vanos atirantados hasta el estribo de la margen derecha del río Guadalquivir. Debido a la anchura del cauce, el puente dispone de dos vanos de 132,5 m de luz cada uno, con una pila central y tres vanos más de aproximación en la margen derecha del río.
La plataforma del puente soporta dos calzadas de tres carriles de 3,50 m por sentido, además de arcenes de un metro de ancho, por lo que la velocidad máxima de circulación permitida es de 100 km/h. Se reserva una banda de 4,40 m de ancho, entre los bordes de los arcenes interiores, en la que están situadas las barreras rígidas de mediana y, entre ellas, los elementos estructurales del sistema de atirantamiento.
Bajo el puente hay un paseo para bicicletas y peatones en el que se ubica una placa de hierro oxidado con información sobre Abbas ibn Firnás y el puente.